# Johannes von Zazenhausen
Johannes von Zazenhausen (* im 14. Jahrhundert in Zazenhausen; † 20. Juli 1380 in Mainz) war ein deutscher Franziskanermönch, Weihbischof in Trier und Titularbischof in Adramit in der römischen Provinz Asia im Mittelmeer.

## Leben
Johannes von Zazenhausen war Mönch im Franziskanerkloster in Mainz,
das von 1224 bis 1612 bestand. Das Nachfolgekloster St. Franziskus wurde 1802 säkularisiert und 1832 abgerissen. Am 4. April 1360 wurde Kuno von Falkenstein zum Koadjutor des Erzbischofs Boemund von Saarbrücken ernannt, als dieser wegen Gebrechlichkeit sein Amt nicht mehr alleine ausüben konnte. Mit seinem Einfluss wurde von Zazenhausen im Jahr darauf zum Weihbischof in Trier ernannt. Dieses Amt übte er bis 1376 aus. Während dieser Zeit schrieb er auf Bitten des Kurfürsten Gerlach von Nassau die Passionshistorie (Tractatus de passione domini), von der mehrere, zum Teil illustrierte Textzeugen erhalten sind. Diese Leidensgeschichte Jesu in deutscher Sprache beginnt nach einem lateinischen Prolog mit dem Dienstag der Karwoche.
1372 wird Zazenhausen als bischöflicher Generalvikar genannt.
Er fand in der Mainzer Mauritiuskirche seine letzte Ruhestätte.